# Менандър от Ефес
Менандър от Ефес (около началото на 2 век пр.н.е.) е древногръцки историк, чиято история на Тир, или по-точно на Тиро-Сидонското царство, е загубена.
Менандър често се цитира и използва за източник по историята на Финикия от Йосиф Флавий, който цитира по списъкът на Менандер царете на Тир в „Юдейски древности“ и в „Срещу Апион“ (01:18).
Всички части от историята на Менандър са изгубени, но от втора ръка съществуват доста позовавания на него.
Менандър живее в Ефес, малоазийски град със значително население от елинизирани евреи, така че по много въпроси е могъл да черпи информация от своите съграждани.
Йосиф Флавий изцяло се опира на Менандър за древната западносемитска история. Повествованието го предава съпоставително, т.е. говорейки за възпитанието Соломон, подига историографията и на неговия съвременник Хирам и т.н., като Йосиф Флавий съпоставя времето на старозаветните пророци спрямо годините на управление на царете на Тир.
Йосиф Флавий цитира списъкът на Менандър на царете на Тир от Абибаал - който е баща на Хирам - до Пигмалион. Предходно, литературната критика сериозно е поставяла под съмнение достоверността на написаното от Йосиф Флавий, но тя се потвърждава, както и съществуването на историческия труд на Менандер, при това от повече от три независими източници. След разчитането на текстовете от откритата библиотека на Ашурбанипал, никой сериозен критик не подлага на съмнение съществуването и историята на Менандър.
В действителност, Менандър е първоизточникът (извън митологическите такива) за историята на основаването на Картаген.